# Tanka

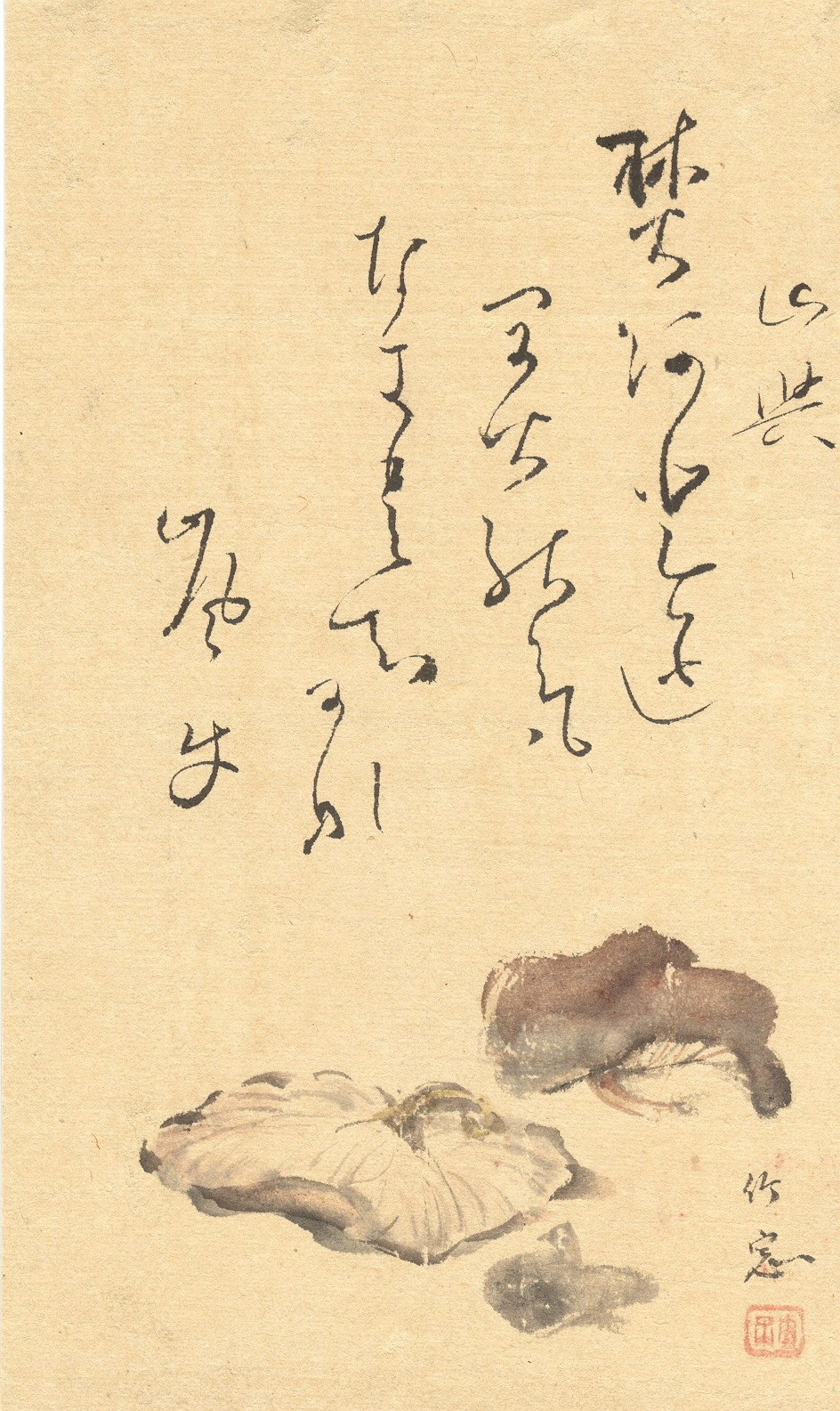
Zeichnung und Tanka aus dem 19. Jahrhundert

Das Tanka (jap. 短歌, dt. Kurzgedicht) ist eine mindestens 1300 Jahre alte reimlose japanische Gedichtform (Waka) mit 31 Moren. Sie ist älter als das Haiku, das sich aus dem Tanka entwickelte. Ein Tanka beschwört den Augenblick, hält ihn fest mit Präzision und Musikalität.

## Übersicht
In der Anthologie Man’yōshū – entstanden zwischen 400 und 759 und herausgegeben um 760 – herrscht die Form des Tanka vor und sie gedieh im mittelalterlichen Shinkokinwakashū (dt. Neuen Sammlung alter und neuer Gedichte) (1205), einer Sammlung aristokratisch-höfischer Lyrik zur höchsten Blüte.
Tanka wurden oft verwendet, um jeder Art von Anlässen einen würdigen Abschluss zu geben. So wurde auch besonderer Wert auf die Schönheit des Gedichtes und die ästhetische Form gelegt. Entsprechendes Papier, Tinte, Schönschrift und eine symbolische Zugabe, wie ein Zweig oder ein Blatt wurden verwendet.
Obwohl sich das Tanka über die Jahrhunderte weiterentwickelte, behielt es 31 Moren, die 31 Kana entsprechen.
In Japan wird ein Tanka oft in einer einzigen Linie geschrieben, in anderen Sprachen oft in der Form 5-7-5-7-7 Moren je Zeile. Dabei ist eine Gliederung in zwei Teile üblich, die auch von verschiedenen Personen stammen können: 5-7-5 als erster Teil (Oberstollen), meist mit jahreszeitlichem Inhalt, und 7-7 als zweiter Teil (Anschluss- oder Unterstollen). Daraus entwickelte sich dann eine Art der Kettendichtung, das Renga. Der Rengameister wachte über die Einhaltung der Form, die sich auch selbständig weiterentwickelte.
Zwischen beiden Teilen (Oberstollen, Anschlussstollen) kann eine Leerzeile gesetzt werden (muss aber nicht). Diese verdeutlicht eine inhaltliche Zäsur, die zwischen den beiden Teilen spürbar ist.
So kann der erste Teil, der Oberstollen, wie bei einem Haiku ein Bild oder eine Idee zeichnen. Dieses Bild wird im zweiten Teil, dem Anschlussstollen, vollendet und eröffnet dem Leser neue Gedankenrichtungen.
Durch Weglassen des zweiten Teils des Tanka, des Anschlussstollens, entstand schließlich auch eine Form, die sich zum Haiku entwickelte.
Auch für das Tanka gelten die recht strengen Regeln des Haiku. Insbesondere sind Reime und Wortwiederholungen zu vermeiden.
Tanka-Beispiel eines unbekannten Dichters aus dem Man’yōshū:
Im Sturm des Herbstes

die Berge überfliegt dort

der Schrei der Wildgans,

die in die Ferne fortzieht,

in Wolken tief verborgen.
Yoshimi Kondō (1913–2006) zählte zu den wichtigsten japanischen Dichtern der Nachkriegszeit, der seine Verse ausnahmslos in Tanka veröffentlichte. Er war zudem Präsident des Verbandes der Tanka-Dichter, der Mirai Tankakai.

## Silbenzählung
Gezählt werden Kanazeichen (Sprechzeiten, Moren); da diese meistens für einen Konsonanten mit folgendem Vokal stehen, entsprechen sie oft einer Silbe. Allerdings nimmt auch ein alleinstehendes n, das kleine nicht gesprochene tsu zur Konsonantenverdoppelung sowie eine Vokallängung eine eigene Sprechzeit und ein Zeichen in Anspruch; von uns werden diese aber nicht als Silben gesehen. D.h. Konban wa zählt nicht 3, sondern 5 Zeiten, yuurei nicht 2, sondern 4, kappa nicht 2, sondern 3.

## Das Tanka in Deutschland
Die deutschsprachige Tanka-Dichtung etablierte sich im Vergleich zu anderen Ländern erst spät. Während die Gedichtform zu Beginn des 20. Jahrhunderts in den USA und anderen anglophonen Ländern durch japanische Einwanderer (Sadakichi Hartmann, Jun Fujita) schon Verbreitung fand oder beispielsweise in den Niederlanden aufgrund der Handelsbeziehungen bereits Berührungen mit der japanischen Literatur stattgefunden hatten, finden sich die ersten ernst zu nehmenden deutschsprachigen Tankadichtungen bei Imma von Bodmershof. Das 1990 erschienene „Buch der Tanka-Dichtung“ stelle die erste länderübergreifende Anthologie deutschsprachiger Tanka dar. Typisch für diese erste Phase der Tanka-Dichtung in Deutschland ist eine starke Orientierung an der Naturlyrik der klassischen japanischen Anthologien aus der Zeit vor der Tanka-Reformation Anfang des 20. Jahrhunderts, oft jedoch ohne deren Qualität zu erreichen. Zudem sind diese Tanka fast ausnahmslos in 31 Silben zu 5-7-5-7-7 Silben verfasst:
Treibgut auf dem Teich.

Mücken verteilen das Licht.

Morsches Geländer.

Ich bin ein Blatt und falle

Und werde nicht versinken…

          - Rüdiger Jung
Nach der Jahrtausendwende gewann das deutschsprachige Tanka neue Qualität und Eigenständigkeit. Die Zugänglichkeit (englischsprachiger) Übersetzungen moderner japanischer Tanka-Autoren des 20. Jahrhunderts (Ishikawa Takoboku, Saito Mokichi, Masaoka Shiki, Tawara Machi) erlaubte erst einen differenzierten Blick auf die Möglichkeiten der Form, auch unter Einbeziehung von Vorbildern aus der deutschsprachigen Lyrik, wie Günter Eich. Als herausstehende Beispiele können hier die Tanka von Ingrid Kunschke angeführt werden, die sich von den klassischen japanischen Waka-Sammlungen und deren Themenkreis lösten:
In der Sonne

platzen Kiefernzapfen

knisternd auf,

lasse ich nach und nach

meine Gespenster ziehen

          - Ingrid Kunschke
Mittlerweile hat sich ein kleiner aber stabiler Kreis von Autoren etabliert, die sich regelmäßig und intensiver mit dem Tanka auseinandersetzen. Stilistisch dominierend ist inzwischen der Light-Verse- oder New-Wave-Stil, der mit seinen leichten, aus dem alltäglichen Leben gegriffenen Themen und der umgänglichen Sprache den Entwicklungen der japanischen Tanka-Dichtung der letzten 30 Jahre folgt:
deine Tasche

legst du mir lässig

um die Schulter –

eine Reviermarkierung

für fremde Frauen

          - Tony Böhle
Seit 2013 erscheint vierteljährlich das erste deutschsprachige Tanka-Magazin Einunddreißig.